# Đội tuyển bóng đá trong nhà quốc gia Quần đảo Solomon
Đội tuyển bóng đá trong nhà quốc gia Solomon, có biệt danh Kurukuru, đại diện cho Quần đảo Solomon trong môn bóng đá trong nhà và được kiểm soát bởi Liên đoàn bóng đá Quần đảo Solomon. Đây là một trong những đội mạnh của châu Đại Dương, tuy nhiên lại không đạt được nhiều thành tích khi tham dự các giải thế giới.
Huấn luyện viên trưởng của đội vào năm 2008 là Victor Wai'ia. Đến năm 2009, đội đã bổ nhiệm huấn luyện viên trưởng mới là Dickson Kadau. Quốc gia này không có bất kỳ một nhà thi đấu nào, mặc dù vào tháng 7 năm 2009, chủ tịch nước Derek Sikua cam kết rằng chính phủ sẽ xây dựng một nhà thi đấu mới.
Ngày 6 tháng 10 năm 2008, Đội tuyển Quần đảo Solomon phá kỷ lục trở thành đội có trận thua đậm nhất lịch sử FIFA Futsal World Cup vào năm 2008, khi họ đã bị Nga đánh bại với tỷ số là 31–2. Đây là lần đầu tiên quốc gia này tham dự đấu trường thế giới; họ đứng cuối ở bảng A, với 4 trận thua, ghi được 6 bàn và để đối thủ chọc thủng lưới tới 69 bàn. Giải vô địch bóng đá trong nhà thế giới 2012 tại Thái Lan, đội tuyển xứ Kurukuru một lần nữa đứng ở vị trí cuối cùng ở vòng bảng, nhận hai trận thua liên tiếp trước Nga và Colombia, nhưng đã giành trận thắng đầu tiên trong lịch sử của họ khi đánh bại Guatemala 4–3.
Ở đấu trường châu lục, đội tuyển xứ Kurukuru vô địch năm 2008, và bảo vệ thành công chức vô địch năm 2009, đánh bại Fiji 8–1 trong trận chung kết, và vô địch 2 năm liên tiếp, các năm 2010 và 2011. Sau khi thất bại trong trận chung kết vào năm 2013 và không tham dự năm 2014, họ đã phá kỷ lục 5 lần vô địch Giải bóng đá vô địch trong nhà châu Đại Dương vào năm 2016. Do đó, họ là đương kim vô địch châu lục.
Đội tuyển quốc gia nước này hiện tại đang nắm giữ kỷ lục ghi bàn nhanh nhất thế giới trong một trận đấu futsal. Người ghi bàn chính là đội trưởng Elliot Ragomo, ghi bàn trước New Caledonia với thời gian là 3 giây vào tháng 7 năm 2009.

## Lịch thi đấu và kết quả
Các trận đấu sau đây được liệt kê tính đến hết năm 2021
Chú thích
      Thắng
      Hoà
      Thua
      Chưa thi đấu

### 2021
| 13 tháng 9 năm 2021 FIFA Futsal World Cup 2021 Bảng C | Maroc                                                                            | 6–0 Source (FIFA) | Quần đảo Solomon | Kaunas, Lithuania            |  |
| 18:00 EEST (UTC+3)                                    | El Mesrar 2' · Saoud 3' · El Fenni 18' · Bakkali 28' · Boumezou 31' · Borite 34' | Report (FIFA)     |                  | Sân vận động: Žalgiris Arena |  |

| 16 tháng 9 năm 2021 FIFA Futsal World Cup GS Group C | Quần đảo Solomon | 0–7 Source (FIFA) | Bồ Đào Nha                                                                         | Kaunas, Lithuania            |  |
| 18:00 EEST (UTC+3)                                   |                  | Report (FIFA)     | Fábio 4' · Ricardinho 12' · André 20', 23' · Sia 26' (l.n.) · Erick 30' · Pany 38' | Sân vận động: Žalgiris Arena |  |

| 19 tháng 9 năm 2021 FIFA Futsal World Cup GS Group C | Quần đảo Solomon                             | 4–9 Source (FIFA) | Thái Lan                                                                                        | Kaunas, Lithuania            |  |
| 20:00 EEST (UTC+3)                                   | Mana 15' · Ragamo 27', 38' (ph.đ.) · Sia 40' | Report (FIFA)     | Nawin 4' · Suphawut 6', 32', 39' · Kritsada 17' · Jetsada 24', 34' · Jirawat 37' · Peerapat 39' | Sân vận động: Žalgiris Arena |  |

## Cầu thủ

### Đội hình hiện tại
Những cầu thủ này đều được triệu tập cho Giải vô địch bóng đá trong nhà thế giới 2021.
| Số | Vt | Cầu thủ                    | Ngày sinh (tuổi)            | Số trận | Câu lạc bộ        |
| -- | -- | -------------------------- | --------------------------- | ------- | ----------------- |
| 1  | TM | Anthony Talo               | 8 tháng 1, 1996 (25 tuổi)   |         | Kooline FC        |
| 2  | HV | Alvin Hou                  | 18 tháng 9, 1996 (24 tuổi)  |         | Marist FC         |
| 3  | HV | Elliot Ragomo (đội trưởng) | 28 tháng 5, 1991 (30 tuổi)  |         | Marist FC         |
| 4  | HV | George Stevenson           | 7 tháng 1, 1992 (29 tuổi)   |         | Marist FC         |
| 5  | HV | Marlon Sia                 | 19 tháng 7, 1999 (22 tuổi)  |         | Mataks FC         |
| 6  | TV | Charlie Otainao            | 5 tháng 6, 1992 (29 tuổi)   |         | Marist FC         |
| 7  | HV | Alvin Ray                  | 23 tháng 1, 1997 (24 tuổi)  |         | Marist FC         |
| 8  | TV | Jeffrey Bule               | 15 tháng 11, 1991 (29 tuổi) |         | Marist FC         |
| 9  | TĐ | Micah Lea'alafa            | 1 tháng 6, 1991 (30 tuổi)   |         | Waneagu United FC |
| 10 | TĐ | Samuel Osifelo             | 15 tháng 3, 1991 (30 tuổi)  |         | Kossa FC          |
| 11 | TV | Coleman Makau              | 25 tháng 11, 1992 (28 tuổi) |         | Kossa FC          |
| 12 | TV | Arnold Maeluma             | 9 tháng 12, 1996 (24 tuổi)  |         | Kooline FC        |
| 13 | HV | Elis Mana                  | 9 tháng 3, 2000 (21 tuổi)   |         | Kooline FC        |
| 14 | TM | Charlie Ata                | 30 tháng 12, 2000 (20 tuổi) |         | KF Gold           |
| 15 | TĐ | Raphael Le'ai              | 9 tháng 9, 2003 (18 tuổi)   |         | Henderson Eels FC |
| 16 | TM | Paul Laki                  | 25 tháng 7, 1995 (26 tuổi)  |         | Marist FC         |

## Thành tích

### FIFA Futsal World Cup
| FIFA Futsal World Cup | FIFA Futsal World Cup    | FIFA Futsal World Cup    | FIFA Futsal World Cup    | FIFA Futsal World Cup    | FIFA Futsal World Cup    | FIFA Futsal World Cup    | FIFA Futsal World Cup    |
| Năm                   | Kết quả                  | ST                       | T                        | H                        | B                        | BT                       | BB                       |
| --------------------- | ------------------------ | ------------------------ | ------------------------ | ------------------------ | ------------------------ | ------------------------ | ------------------------ |
| 1989                  | Không tham dự            | Không tham dự            | Không tham dự            | Không tham dự            | Không tham dự            | Không tham dự            | Không tham dự            |
| 1992                  | Không tham dự            | Không tham dự            | Không tham dự            | Không tham dự            | Không tham dự            | Không tham dự            | Không tham dự            |
| 1996                  | Không tham dự            | Không tham dự            | Không tham dự            | Không tham dự            | Không tham dự            | Không tham dự            | Không tham dự            |
| 2000                  | Không tham dự            | Không tham dự            | Không tham dự            | Không tham dự            | Không tham dự            | Không tham dự            | Không tham dự            |
| 2004                  | Không vượt qua vòng loại | Không vượt qua vòng loại | Không vượt qua vòng loại | Không vượt qua vòng loại | Không vượt qua vòng loại | Không vượt qua vòng loại | Không vượt qua vòng loại |
| 2008                  | Vòng bảng                | 4                        | 0                        | 0                        | 4                        | 6                        | 69                       |
| 2012                  | Vòng bảng                | 3                        | 1                        | 0                        | 2                        | 7                        | 30                       |
| 2016                  | Vòng bảng                | 3                        | 0                        | 0                        | 3                        | 5                        | 21                       |
| 2021                  | Vòng bảng                | 3                        | 0                        | 0                        | 3                        | 4                        | 22                       |
| 2024                  | Không vượt qua vòng loại | Không vượt qua vòng loại | Không vượt qua vòng loại | Không vượt qua vòng loại | Không vượt qua vòng loại | Không vượt qua vòng loại | Không vượt qua vòng loại |
| Tổng số               | 4/9                      | 13                       | 1                        | 0                        | 12                       | 22                       | 142                      |

### OFC Futsal Nations Cup
| OFC Futsal Nations Cup | OFC Futsal Nations Cup | OFC Futsal Nations Cup | OFC Futsal Nations Cup | OFC Futsal Nations Cup | OFC Futsal Nations Cup | OFC Futsal Nations Cup | OFC Futsal Nations Cup |
| Năm                    | Kết quả                | ST                     | T                      | H                      | B                      | BT                     | BB                     |
| ---------------------- | ---------------------- | ---------------------- | ---------------------- | ---------------------- | ---------------------- | ---------------------- | ---------------------- |
| Australia 1992         | Không tham dự          | Không tham dự          | Không tham dự          | Không tham dự          | Không tham dự          | Không tham dự          | Không tham dự          |
| Vanuatu 1996           | Không tham dự          | Không tham dự          | Không tham dự          | Không tham dự          | Không tham dự          | Không tham dự          | Không tham dự          |
| Vanuatu 1999           | Không tham dự          | Không tham dự          | Không tham dự          | Không tham dự          | Không tham dự          | Không tham dự          | Không tham dự          |
| Australia 2004         | Hạng 5                 | 5                      | 1                      | 0                      | 4                      | 12                     | 31                     |
| Fiji 2008              | Vô địch                | 6                      | 5                      | 0                      | 1                      | 41                     | 19                     |
| Fiji 2009              | Vô địch                | 4                      | 4                      | 0                      | 0                      | 32                     | 7                      |
| Fiji 2010              | Vô địch                | 6                      | 6                      | 0                      | 0                      | 59                     | 16                     |
| Fiji 2011              | Vô địch                | 5                      | 5                      | 0                      | 0                      | 49                     | 10                     |
| New Zealand 2013       | Hạng 5                 | 3                      | 1                      | 0                      | 2                      | 11                     | 15                     |
| New Caledonia 2014     | Không tham dự          | Không tham dự          | Không tham dự          | Không tham dự          | Không tham dự          | Không tham dự          | Không tham dự          |
| Fiji 2016              | Vô địch                | 5                      | 5                      | 0                      | 0                      | 23                     | 3                      |
| New Caledonia 2019     | Vô địch                | 5                      | 5                      | 0                      | 0                      | 34                     | 11                     |
| Fiji 2022              | Á quân                 | 5                      | 3                      | 1                      | 1                      | 33                     | 20                     |
| New Zealand 2023       | Hạng ba                | 5                      | 3                      | 1                      | 1                      | 33                     | 20                     |
| Total                  | 9/13                   | 44                     | 35                     | 1                      | 8                      | 294                    | 132                    |

### Confederations Cup
| Futsal Confederations Cup record | Futsal Confederations Cup record | Futsal Confederations Cup record | Futsal Confederations Cup record | Futsal Confederations Cup record | Futsal Confederations Cup record | Futsal Confederations Cup record | Futsal Confederations Cup record |
| Năm                              | Vị trí                           | Pld                              | W                                | D                                | L                                | GS                               | GA                               |
| -------------------------------- | -------------------------------- | -------------------------------- | -------------------------------- | -------------------------------- | -------------------------------- | -------------------------------- | -------------------------------- |
| Liban 2009                       | 5th place                        | 4                                | 0                                | 1                                | 3                                | 12                               | 29                               |
| Brasil 2013                      | Không tham dự                    | Không tham dự                    | Không tham dự                    | Không tham dự                    | Không tham dự                    | Không tham dự                    | Không tham dự                    |
| Kuwait 2014                      | Không tham dự                    | Không tham dự                    | Không tham dự                    | Không tham dự                    | Không tham dự                    | Không tham dự                    | Không tham dự                    |
| Thailand 2022                    | Không tham dự                    | Không tham dự                    | Không tham dự                    | Không tham dự                    | Không tham dự                    | Không tham dự                    | Không tham dự                    |
| Tổng                             | 1/4                              | 4                                | 0                                | 1                                | 3                                | 12                               | 29                               |